# Telipogon falcatus
Telipogon falcatus és una espècie d'orquídia epífita, originària de Colòmbia.

## Descripció
És una orquídia petita, amb hàbits d'epífita. Floreix a la tardor, estiu i hivern.

## Distribució i hàbitat
Es troba a Colòmbia en elevacions de 2.750 m.

## Taxonomia
Telipogon falcatus fou descrita per Limitin & Rchb.f. i publicada en Bonplandia 2: 280. 1854.
Etimologia
Telipogon: nom genèric que deriva de les paraules gregues: "telos", que significa 'final' o 'punt', i "pogon" igual a 'barba', referint-se als pèls de la columna de les flors.
falcatus: epítet llatí que significa 'amb forma de falç'.
Sinonímia
- Hofmeisterella falcata (Limitin & Rchb.f.) Nauray & A. Galán.[4][5]